# Lijst van rijksmonumenten in Middelburg (binnenstad)

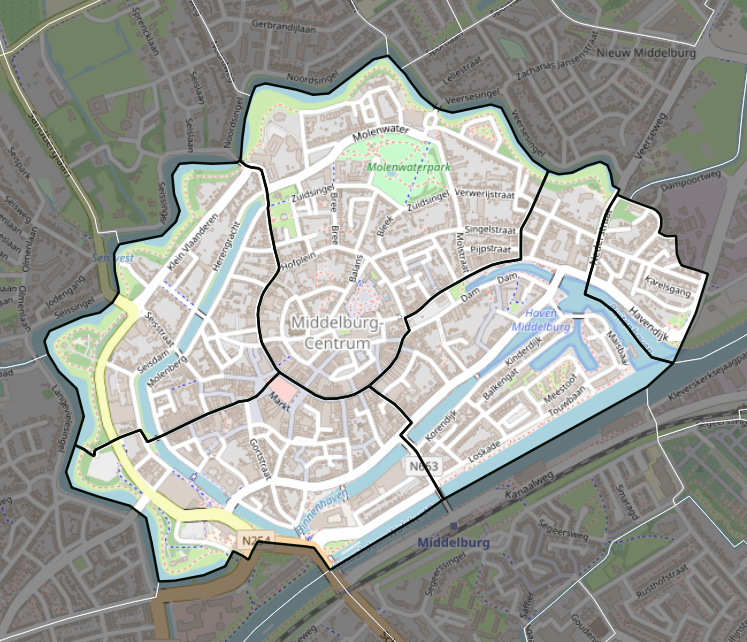
De buurten in de binnenstad van Middelburg. Om het centrum met de klok mee: Stadhuis, Abdij, Damplein en Markt. In het oosten: Dampoort

De binnenstad van Middelburg heeft 1.099 inschrijvingen in het rijksmonumentenregister; hieronder een overzicht.

## Abdij
De buurt Abdij kent 388 rijksmonumenten, zie de lijst van rijksmonumenten in Abdij (Middelburg)

## Damplein
De buurt Damplein kent 299 rijksmonumenten, zie de lijst van rijksmonumenten in Damplein (Middelburg)

## Dampoort
De buurt Dampoort kent 11 rijksmonumenten:
| Object                                                                                     | Oorspronkelijke functie?  | Bouwjaar                 | Architect | Locatie        | Coördinaten?                 | Nr.?  | Afbeelding        |
| ------------------------------------------------------------------------------------------ | ------------------------- | ------------------------ | --------- | -------------- | ---------------------------- | ----- | ----------------- |
| Restanten Dampoort                                                                         | Fort, vesting en -onderdl | 1585-1591 (overblijfsel) |           | Dampoortstraat | 51° 30' 7" NB, 3° 37' 25" OL | 28882 | Meer afbeeldingen |
| Hoekpand onder schilddak en met lijstgevels aan de zijde van de Punt en van de Nederstraat | Werk-woonhuis             | 18e-19e eeuw             |           | Nederstraat 2  | 51° 30' 4" NB, 3° 37' 24" OL | 29326 | Meer afbeeldingen |
| Dwarshuis met rechte gevel                                                                 | Woonhuis                  |                          |           | Nederstraat 10 | 51° 30' 5" NB, 3° 37' 24" OL | 29327 | Meer afbeeldingen |
| Huis met brede gecementeerde rechte gevel                                                  | Woonhuis                  |                          |           | Nederstraat 16 | 51° 30' 5" NB, 3° 37' 24" OL | 29328 | Meer afbeeldingen |
| Huis genaamd 'Assendelft' met rechte gevel                                                 | Woonhuis                  |                          |           | Nederstraat 18 | 51° 30' 5" NB, 3° 37' 25" OL | 29329 | Meer afbeeldingen |
| Huis genaamd 'Assendelft' met rechte gevel                                                 | Woonhuis                  |                          |           | Nederstraat 20 | 51° 30' 6" NB, 3° 37' 25" OL | 29330 | Meer afbeeldingen |
| Huis met gepleisterde lijstgevel                                                           | Woonhuis                  |                          |           | Punt 3         | 51° 30' 4" NB, 3° 37' 24" OL | 29407 | Meer afbeeldingen |
| Huis met gepleisterde lijstgevel                                                           | Woonhuis                  |                          |           | Punt 5         | 51° 30' 4" NB, 3° 37' 25" OL | 29408 | Meer afbeeldingen |
| Huis met gepleisterde lijstgevel                                                           | Woonhuis                  |                          |           | Punt 7         | 51° 30' 3" NB, 3° 37' 25" OL | 29409 | Meer afbeeldingen |
| Huis met gepleisterde lijstgevel                                                           | Woonhuis                  |                          |           | Punt 11        | 51° 30' 4" NB, 3° 37' 25" OL | 29410 | Meer afbeeldingen |
| Huis met eenvoudige lijstgevel, benedenstuk gepleisterd                                    | Woonhuis                  |                          |           | Punt 13        | 51° 30' 4" NB, 3° 37' 26" OL | 29411 | Meer afbeeldingen |

## Markt
De buurt Markt kent 219 rijksmonumenten, zie de lijst van rijksmonumenten in Markt (Middelburg)

## Stadhuis
De buurt Stadhuis kent 182 rijksmonumenten, zie de lijst van rijksmonumenten in Stadhuis (Middelburg)